# 천공

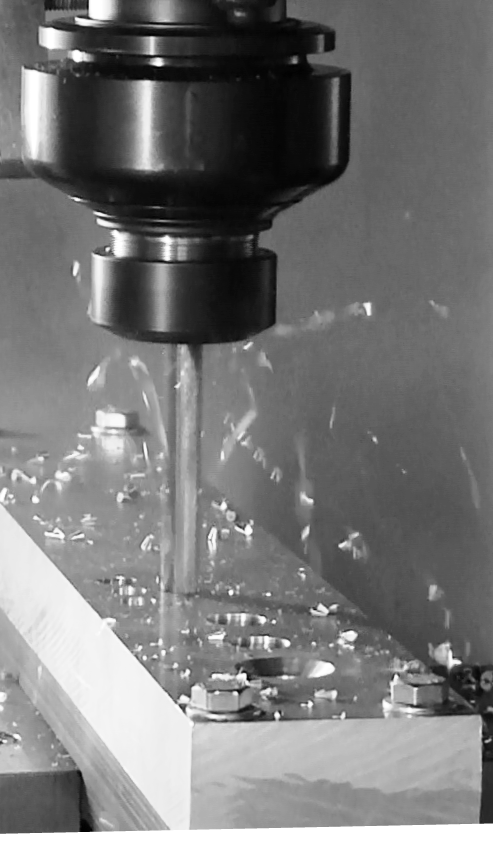
알루미늄 천공.

천공(穿孔, 영어: drilling)이란 고체물질에 원형 단면을 가진 구멍을 뚫는 절삭과정이다. 천공에 사용되는 연장이 천공기(드릴)이다. 특히, 가치 있는 광물을 탐맥하기 위해 땅에 대고 지하로 천공하는 것을 시추라고 한다.